# تکوک

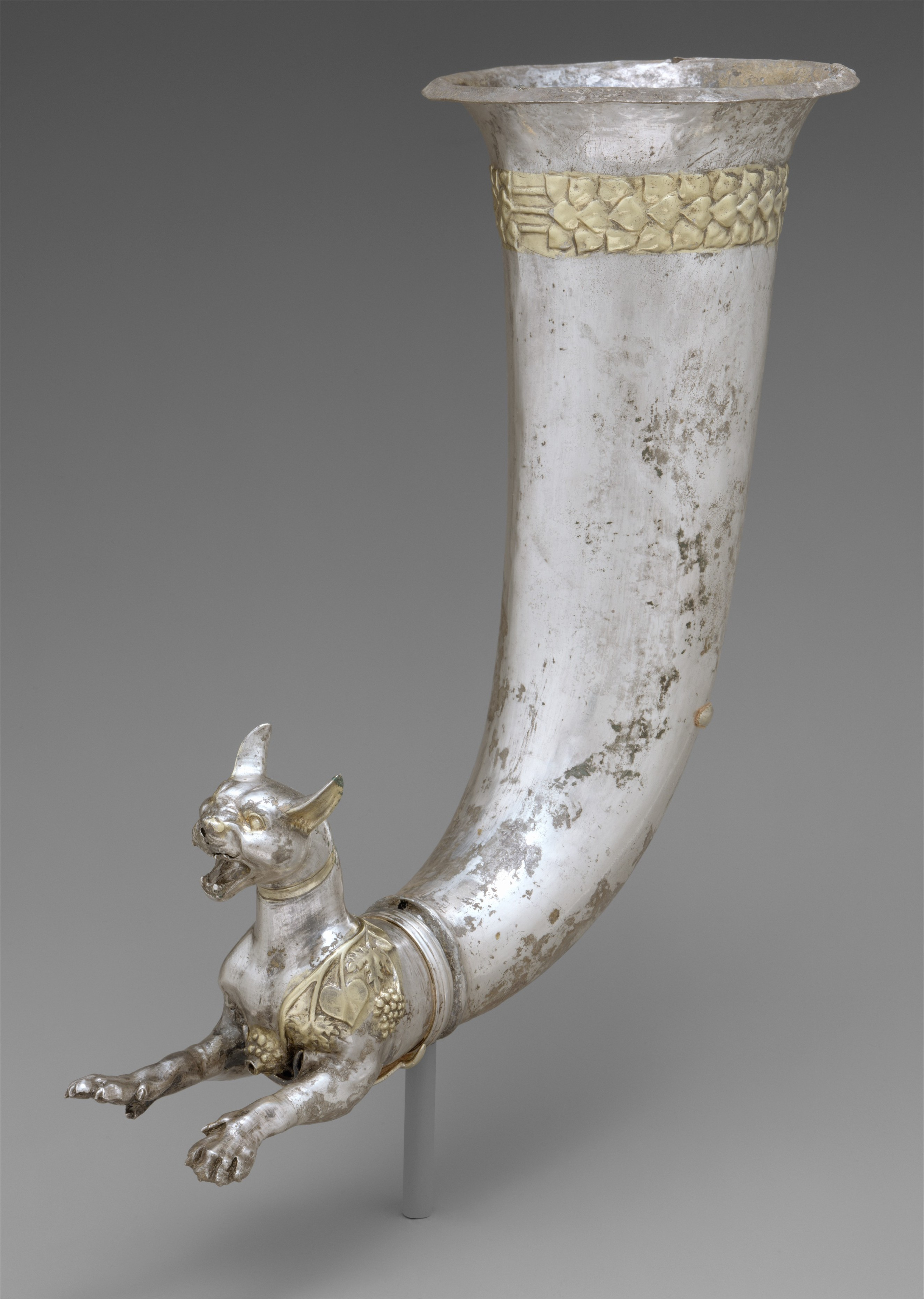
تکوک گربه وحشی از سده یکم پیش از میلاد مسیح که به شاهنشاهی اشکانی نسبت داده شده‌است و در موزه متروپولیتن نیویورک نگهداری می‌شود.

تکوک، جام یا ریتون ظرف‌هایی بودند که در دوران کهن به شکل جانوران ساخته می‌شدند. تکوک معمولاً ظرفی بود زرین یا آهنین به صورت گاو یا ماهی.
تکوک واژه‌ای است از پارسی میانه که امروزه به جز فارسی در زبان‌های ارمنی و گرجی هم به‌جا مانده‌است. یونانیان به آن ریتون گفته و هیتی‌ها آن را بیبرو نامیده‌اند. در دوران پیش و پس از تاریخ به جز در مراسم مذهبی و درباری، کاربرد دیگری نداشته و وسیله‌ای تجملی بوده‌است.

## دسته‌بندی تکوک‌ها
تکوک‌ها بر حسب شکل ظاهری خود به سه دسته اصلی تقسیم می‌شوند:
- تکوک‌هایی که ساغر آن‌ها با قسمت قدامی مجسمه زاویه قائمه می‌سازند.
- تکوک‌هایی که ساغر آن‌ها با انحنای ملایمی به شیر غران قسمت قدامی مجسمه متصل می‌شوند.
- تکوک‌هایی که ساغر آن‌ها مستقیماً بر سر یا گرده مجسمه نصب شده‌اند.

## تاریخچه تکوک

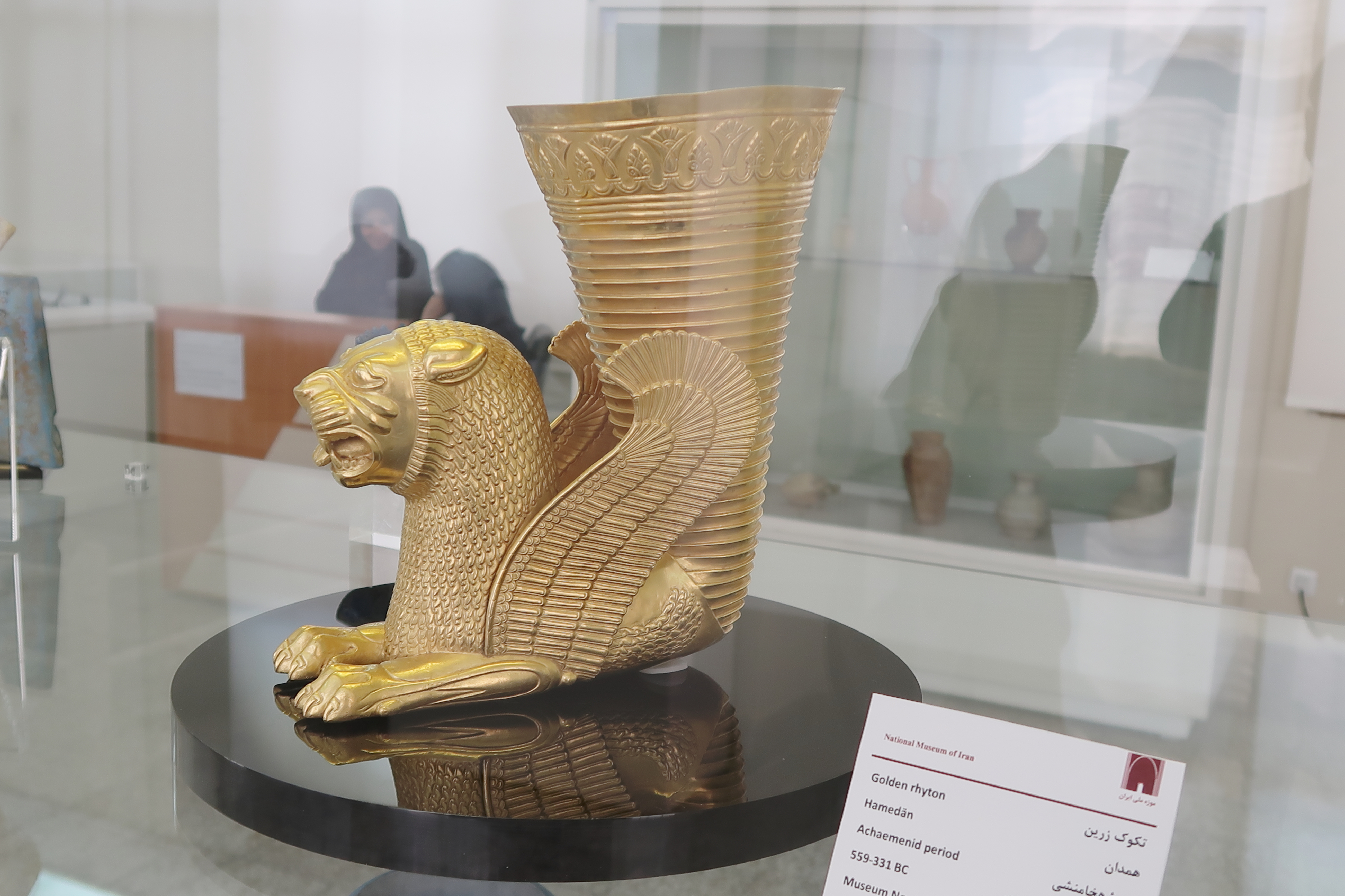
تکوک زرین هخامنشی، موزه ملی ایران، بخش موزه ایران باستان

سابقه هنر تکوک‌سازی به هزاره چهارم قبل از میلاد یعنی به حدود ۶۰۰۰ سال قبل بازمی‌گردد. از هزاره چهارم پیش از میلاد تا قرن‌های هفتم و هشتم پیش از میلاد (۲۸۰۰ سال پیش) تعداد ناچیزی تکوک کشف شده‌است. در طول دوران حکومت مادها، هنر تکوک‌سازی پیشرفت بسیار کرد. این هنر در دوران هخامنشیان به اوج خود رسید.
یونانیان پس از پیروزی در جنگی با ایران، شمار بسیار زیادی از ظرف‌های زرین و سیمین ایران، از جمله تکوک‌های زیادی را با خود به غنیمت بردند. در آتن، ناگهان پس از جنگ با ایران تکوک‌های ایرانی بسیاری دیده می‌شود. ساخت این تکوک‌ها از سوی یونانیان تقلید شد و به یونانی ریتون نام گرفت.
تکوک‌های بسیاری در ایران از دوران مادها، هخامنشی، اشکانی، ساسانی و اسلامی به‌جا مانده‌است که در موزه‌های سراسر جهان موجودند. یکی از مهم‌ترین تکوک‌های در موزه‌ها، تکوکی است از یک ریخته‌گر زرتشتی به نام روزبه پسر افریدون پسر بزرین که در سال ۶۰۳ قمری ساخته شده‌است.

## تکوک‌های مادی
اغلب تکوک‌های کشف‌شده که می‌توان با تقریب خوبی آن‌ها را به مادها نسبت داد، از نوع تکوک‌های گروه سوم هستند. در میان این تکوک‌ها، تکوک سفالی یافت شده در کلاردشت، اهمیت خاصی دارد. در این تکوک بخش ساغر از بدنه مجسمه جدا نبوده و مجسمه توخالی ساغر را نیز تشکیل می‌دهد.

## تکوک‌های هخامنشی

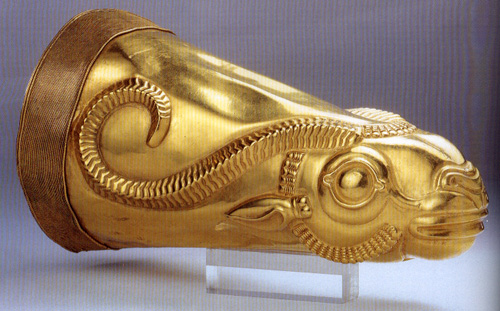
تکوک طلایی بز کوهی هگمتانه از دوران هخامنشی که در همدان کاوش شده و در موزه ملی ایران، بخش موزه ایران باستان نگهداری می‌شود.

تکوک‌ها در میان آثار هنری دوره هخامنشی، جایگاه خاصی دارند. ظرافت این ظروف در دوره هخامنشی، اوج هنر را آشکار می‌کند. تکوک‌های هخامنشی عمدتاً ریشه در هنر تکوک‌سازی مادها داشته و کمتر از تکوک‌های اورارتویی، آشوری و سکایی اثر گرفته‌اند. تکوک هخامنشی اوج صنعت فلزکاری باستانی است و نمونه‌های آن در بسیاری از موزه‌های معتبر جهان یافت می‌شود.

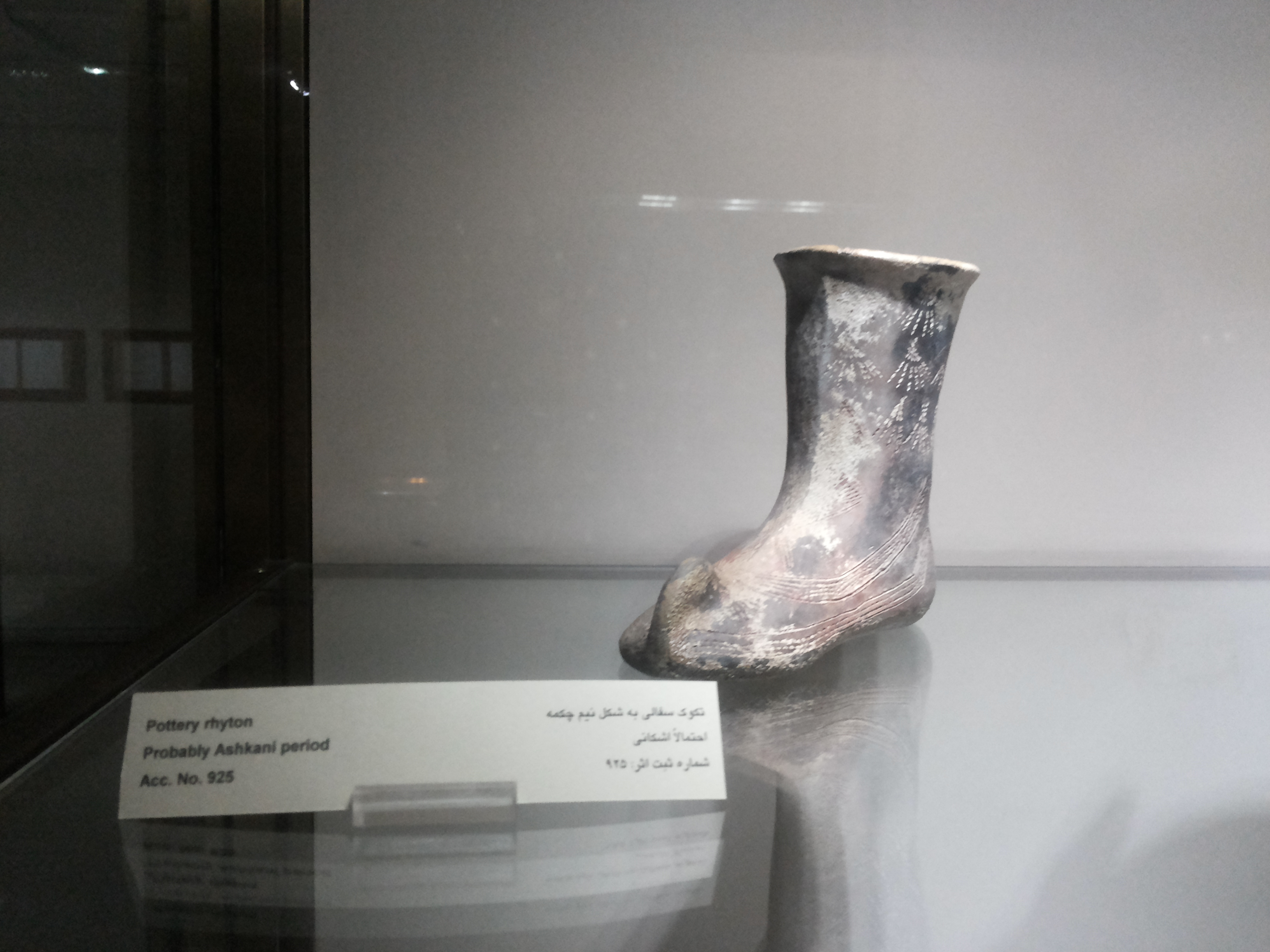
تکوک به شکل نیم‌چکمه که احتمالاً متعلق به دوره اشکانی است، محل نگهداری موزه رضا عباسی

## پس از هخامنشیان
با آنکه اوج هنر تکوک‌سازی در ایران متعلق به دوران مادها و هخامنشیان است، اما پس از آنان نیز این هنر به حیات خود ادامه داد و حتی استفاده از تکوک تا قرن‌ها پس از حمله اعراب به ایران دوام یافت.